# Sanxi, Dianjiang
Sanxi (kinesiska: 三溪) är en köping i sydvästra Kina. Den ligger i Dianjiang härad i storstadsområdet Chongqing, omkring 100 kilometer nordost om det centrala stadsdistriktet Yuzhong.